# Roubia
Roubia (okzitanisch Robian) ist eine französische Gemeinde mit 514 Einwohnern (Stand 1. Januar 2022) im Département Aude in der Region Okzitanien. Sie gehört zum Arrondissement Narbonne und zum Kanton Le Sud-Minervois.

## Bevölkerungsentwicklung
| Jahr      | 1962 | 1968 | 1975 | 1982 | 1990 | 1999 | 2018 |
| Einwohner | 497  | 490  | 425  | 368  | 406  | 401  | 506  |